# 醜沙鰈
醜沙鰈為輻鰭魚綱鰈形目鰈亞目冠鰈科的其中一種，為熱帶海水魚，分布於西印度洋Saya de Malha Bank海域，棲息深度可達159公尺，體長可達12.2公分，棲息在底層水域，生活習性不明。